# 失声症
失声症（しっせいしょう、Aphonia）とは、音声を発することができない状態と定義される。原因は反回神経の損傷であり、手術（甲状腺切除など）や腫瘍による可能性がある。心因性の場合もあり、この場合は器質的な障害を持たない。
失声症（a - phonia）とは、語義的には「音がない」という意味を持つ。つまり、この障害を持つ人は声を失っている。

## 検査
喉頭、呼吸器、発音器官の形質的異常および器質的異常の有無を内視鏡などで確認する。

## 心因性
失声症のうち、心因性のものは、精神現象が身体症状と現れる変換症の症状のひとつである。主としてストレスや心的外傷などによる心因性の原因から、声を発することができなくなった状態を指す。現在では、発声器官に問題が無いことを示す「心因性発声障害」と呼ばれる事がある。また、かつて一部の病態は「ヒステリー失声症」と呼ばれた。喉頭、呼吸器、発音器官、中枢神経に器質的な異常が有る状態は含まれない。
一見同じような「発声器官に問題はないのに、ある時を境に喋ることができなくなった」状態でも、脳の言語野への物理的な障害により語彙記憶や言語の意味理解などに困難をきたした「失語症」とは異なる。臨床心理方面では、場面失語という用語をも使う（親しい人とは話すのに、ふつうの人とは話せないなど）。ラテン語の日本語訳が、学派によっては定着していない可能性がある。

### 治療
- カウンセリング、原因となった心理的要因の解消（箱庭療法も含む）
- 発声訓練（口を閉じてハミングができるようサポートし、そこから口を開けて「mmmaaa（マー）もしくはmmmeee（メー）」という音を出せるよう支援し、その後段階的に母音、子音、単語、自由会話の練習を行い、本人をサポートした事例が報告されている[7]。また、ハミングができなかった場合に、咳払いの練習を行い、そこから "a" の音が出せるよう本人を支援した事例も報告されている[7]。これらの練習に際して、少しでも音を出すことができた場合には、自らの意志で音を出すことができたと称賛し、動機づけを高めて本人をサポートする[7]。）
- 心理療法[7]（「心的外傷（トラウマ）#治療」・「心的外傷後ストレス障害#治療」・「ストレス管理」を参照。抑うつや不安などの症状がある場合は、「うつ病#治療」・「全般性不安障害#管理」も参照[7]）